# Ferdinand Laufberger

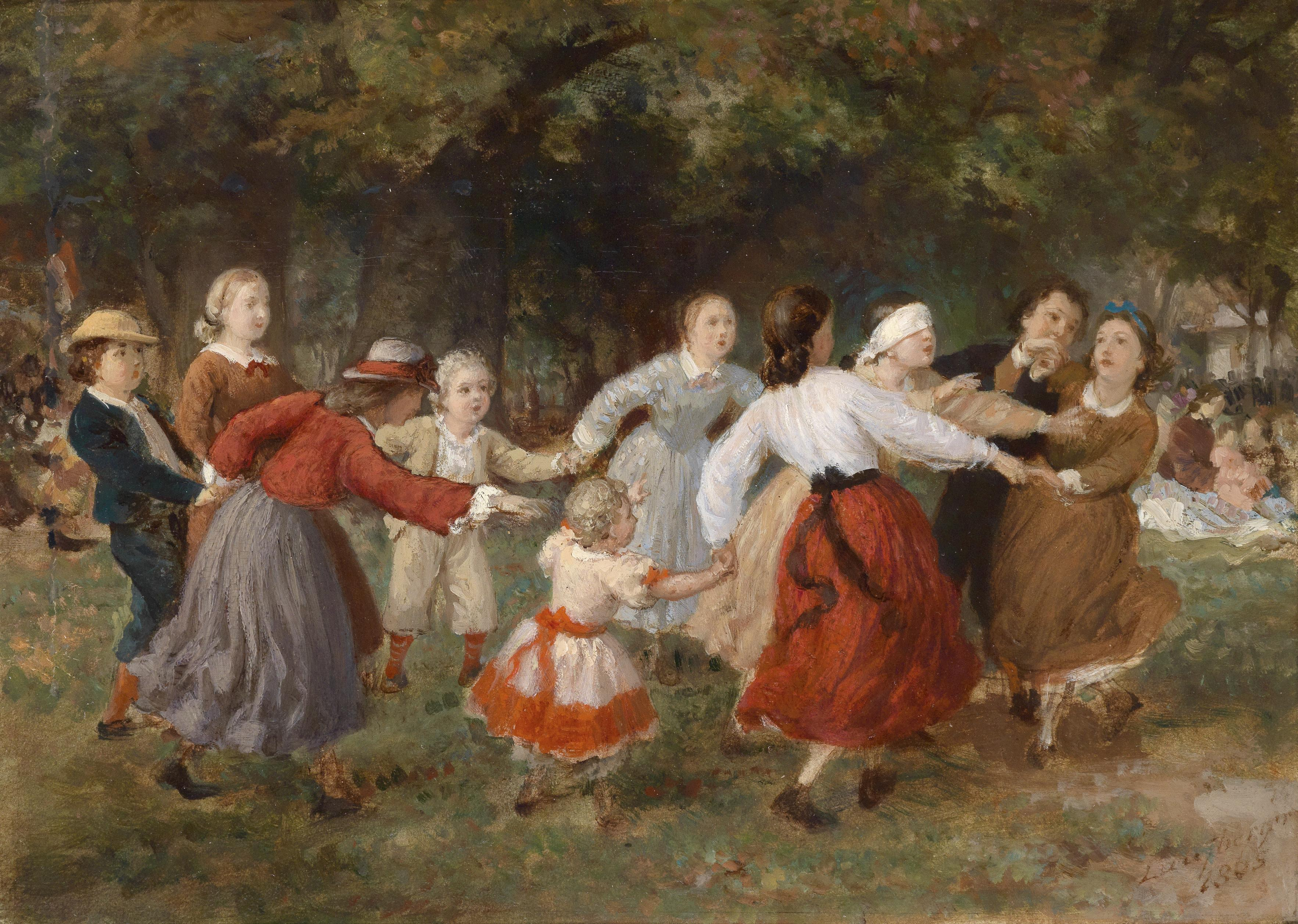
Ferdinand Laufberger: Hra na slepou bábu (olejomalba, 1865)

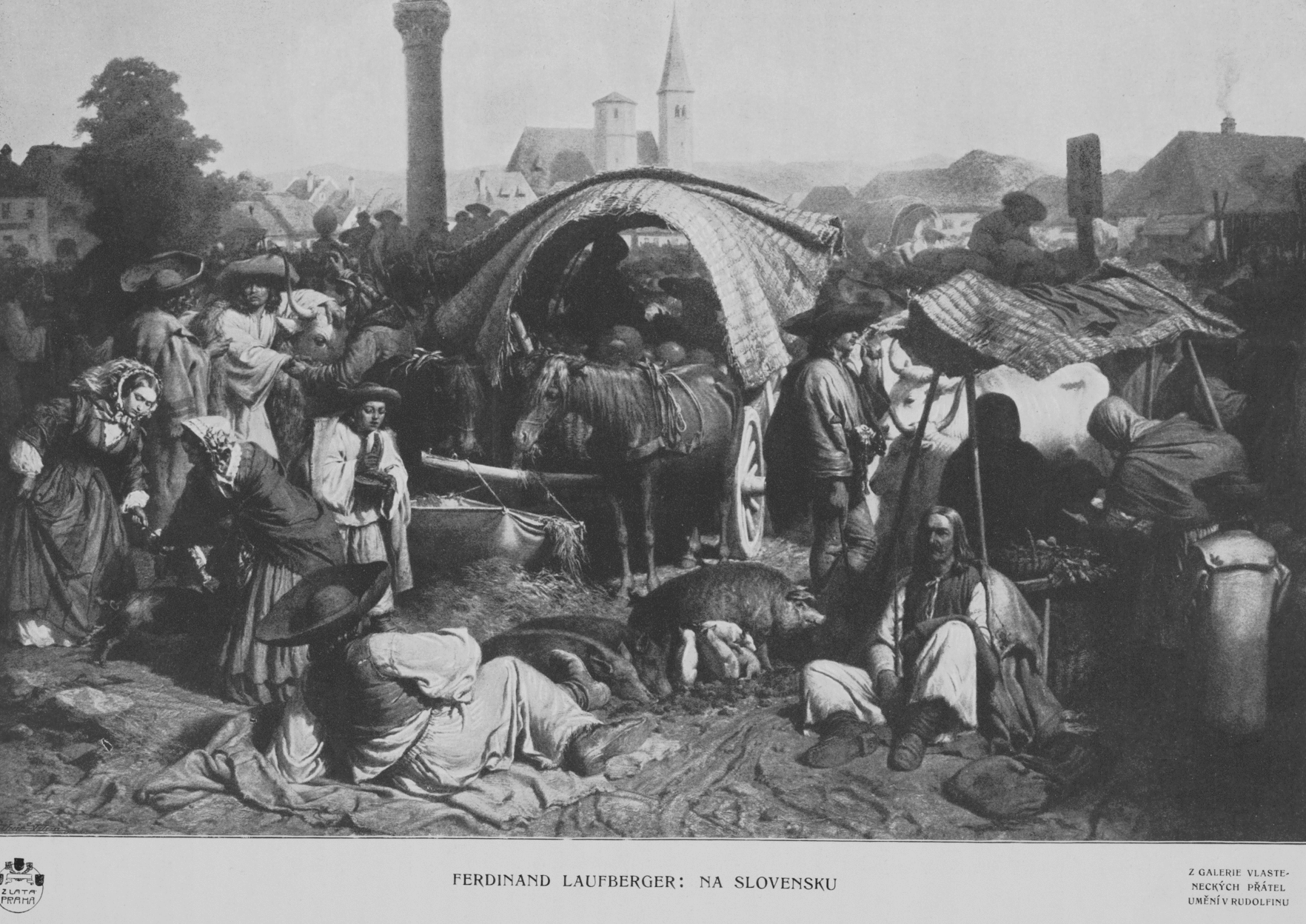
Ferdinand Laufberger: Na Slovensku (repro Zlatá Praha)

Ferdinand Laufberger (16. února 1829 Bohosudov – 17. července 1881 Vídeň) byl rakouský malíř a rytec, narozený v Čechách.

## Život
Narodil se v Bohosudově (dnes část města Krupka, německy Mariaschein) v rodině Johanna Laufbergera (1784–1846) a jeho manželky Antonie (1803–1844). Pokřtěn byl jako Ferdinand Julius Wilhelm Laufberger, ve zdrojích je však běžně uváděn pouze s prvním křestním jménem. Měl pět sourozenců, z nichž dva zemřeli předčasně. Od roku 1845 byla rodina policejně hlášena v Praze.
Malířské vzdělání získal na akademiích v Praze (kde byl žákem Christiana Rubena) a Vídni.
Nejprve maloval obrazy z lidového života a v roce 1855 byl vyslán rakouskou pobočkou Lloyd's do dunajských knížectví a Konstantinopole, kde nakreslil řadu podkladů pro rytiny, které se setkaly s velkým ohlasem. Počátkem 60. let 19. století získal dvouleté stipendium vídeňské Akademie a cestoval po Francii a Itálii, Belgii a Anglii. V Paříži strávil 15 měsíců a vytvořil zde olejomalbu Publikum v Louvru. Poté se vrátil do Vídně.
Od roku 1868 byl po třináct let profesorem figurální kresby a malby na nově zřízené vídeňské uměleckoprůmyslové škole, v roce 1881 se stal jejím ředitelem. Zemřel ve Vídni.

### Ferdinand Laufberger a Česko
Český vlastenecky orientovaný tisk nevěnoval vídeňskému malíři systematickou pozornost. V roce 1906 zakoupila jeho dílo Na Slovensku Galerie v Rudolfinu.

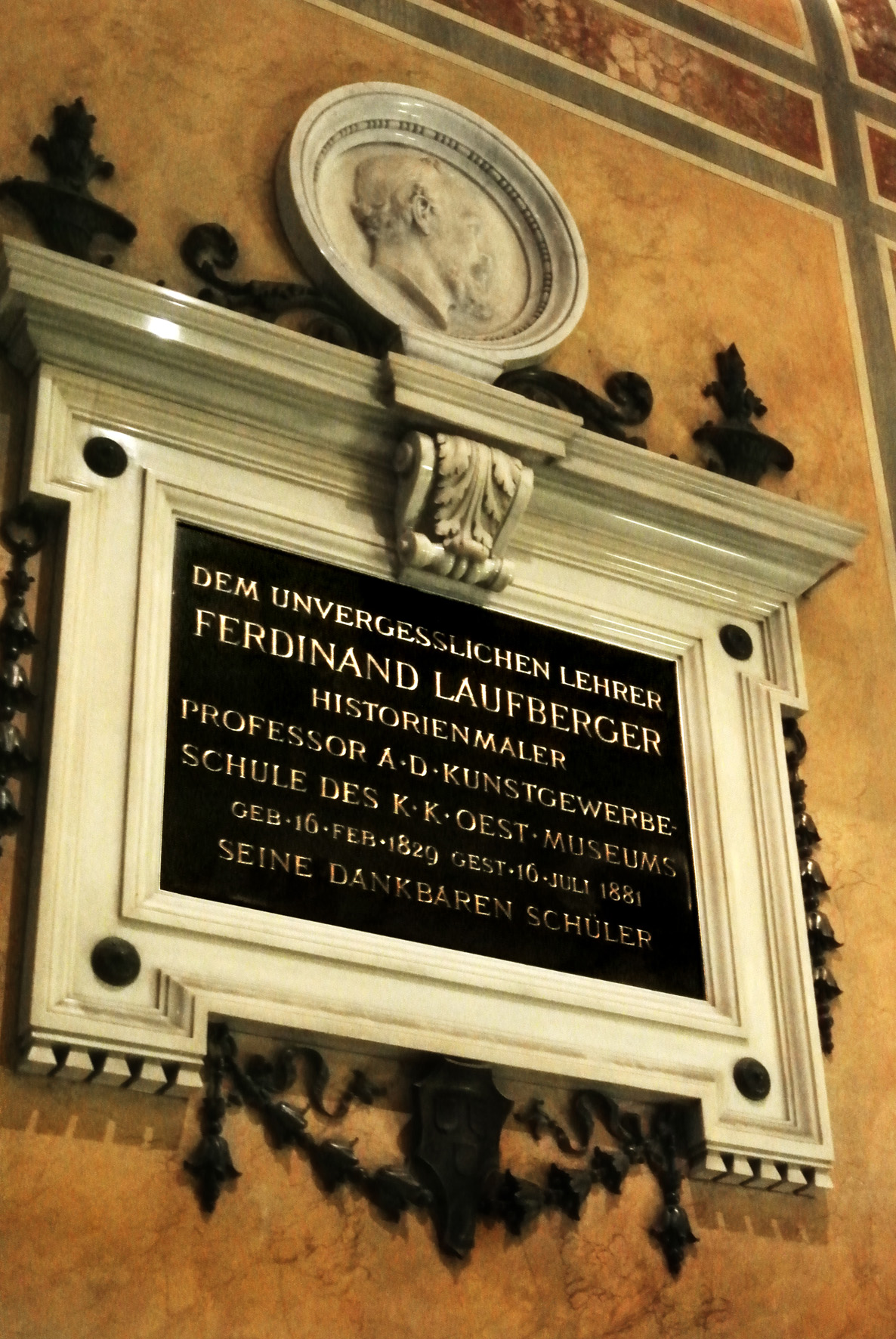
Pamětní deska Ferdinanda Laufbergera - Museum für Angewandte Kunst, Vídeň

## Dílo
V roce 1868 byl jmenován profesorem figurální kresby a malby na nově zřízené škole uměleckých řemesel Rakouského muzea a udělal hodně pro to, aby vzkvétala.
Laufberger maloval žánrové obrázky, většinou s humornými náměty:
- Soukromý vědec pozoruje zatmění Slunce (Ein Privatgelehrter beobachtet eine Sonnenfinsternis, 1858)
- Horští cestovatelé před statkem (Gebirgsreisende vor einem Bauernhaus, 1859)
- Starý bakalář (Alter Junggeselle, 1860)
- Útulné místečko (Ein gemütliches Plätzchen, 1861)
- Genoveva v lese (Genoveva im Wald, 1861)
- Letní večer v Prátru (Sommerabend im Prater, 1864)

V roce 1865 získal zakázku na oponu pro vídeňskou Komickou operu. Poté vytvořil několik menších dekorativních děl a pro novou budovu vídeňského Muzea užitého umění (Österreichisches Museum für angewandte Kunst/Gegenwartskunst) vytvořil sgrafitový vlys a fresky na zrcadlové klenbě schodiště (Venuše vycházející z moře, obklopena uměním).
Pracoval též jako rytec.

## Posmrtné pocty
- V roce 1889 byla po malíři pojmenována vídeňská Laufbergergasse
- Ve vídeňském Muzeu užitého umění (Muzeum für angewandte Kunst) je umístěna jeho pamětní deska

## Zajímavosti
- Ferdinand Laufberger byl spoluautorem rakousko-uherských bankovek (10 zlatých – 1881 a 5 zlatých), které platily do zavedení korunové měny v roce 1892.[6][7]
- Nejznámějším žákem Ferdinanda Laufbergera byl Gustav Klimt.